# Guillermo Douglas
Guillermo Rafael Douglas Sabattini (Paysandú, 24 ottobre 1909 – 1967) è stato un canottiere uruguaiano.

## Palmarès

### Olimpiadi
- 1 medaglia:
  - 1 bronzo (Los Angeles 1932 nel singolo 1x)